# Bröckel
Bröckel là một đô thị ở huyện huyện Celle, trong bang Niedersachsen, nước Đức. Đô thị Bröckel có diện tích 16,33 km².